# Tephromela bunyana
Tephromela bunyana är en lavart som beskrevs av Kalb & Elix. Tephromela bunyana ingår i släktet Tephromela och familjen Mycoblastaceae.   Inga underarter finns listade i Catalogue of Life.